# Лов (филм из 2020)
Лов (енгл. The Hunt) је амерички акциони хорор филм и политичка сатира из 2020. године, режисера Крејга Зобела, са Бети Гилпин, Хилари Сванк, Емом Робертс и Ајком Баринхолцом у главним улогама. Продуценти филма су Џејсон Блум, испред своје продукцијске куће Blumhouse Productions, и Дејмон Линделоф, који је написао и сценарио. Радња прати групу елитних богаташа који из забаве лове људе са конзерватимним политичким ставовима. Зобел и Линделоф су изјавили да је филм замишљен као сатира дубоких политичких подела између америчке левице и деснице.
Филм је сниман у Њу Орлеансу од фебруара до априла 2019. Изазвао је бројне контроверзе и пре саме премијере, која је првобитно била заказана за 27. септембар 2019, али је дистрибутер Јуниверсал пикчерс одлучио да је помери за 13. март 2020, због масовних убистава у Дејтону и Ел Пасу, која су се догодила у августу 2019. Лов је коначно објављен на петак 13. под насловним цитатом: Филм о коме се ове године највише прича је онај ког нико није ни погледао. Добио је веома помешане рецензије од критичара и публике, а због почетка пандемије вируса корона није успео да оствари очекивани комерцијални успех.
И Доналд Трамп, Председник Сједињених Америчких Држава, огласио се поводом премијере филма и изјавио да је направљен са циљем да изазове хаос.

## Радња
Група елитних богаташа и левичара, на челу са Атином Стоун, неосновано је оптужена од стране десничарских активиста и инфлуенсера да су организовали смртоносне игре у којима су ловили сиромашне људе ради забаве. Пошто је овом афером њихова каријера уништена, они одлучују да заиста организују „лов” за који су оптужени и на тај начин се освете свима који су их оклеветали.

## Улоге
| Глумац             | Улога                 |
| ------------------ | --------------------- |
| Бети Гилпин        | Кристал Меј Крајзи    |
| Хилари Сванк       | Атина Стоун           |
| Вејн Дувал         | Дон                   |
| Итан Сапли         | Гари                  |
| Ајк Баринхолц      | Мозес „Статен Ајланд” |
| Страџил Симпсон    | „Ванила Најс”         |
| Кејт Ноулин        | Моли „Велика Црвена”  |
| Кристофер Бери     | Боксер „Мета”         |
| Џастин Хартли      | „Биг Гејм” Шејн       |
| Силвија Грејс Крим | Керолајн              |
| Ема Робертс        | „Јога панталоне”      |
| Вокер Бабингтон    | човек с марамом       |
| Џејсон Киркаптрик  | Ренди                 |
| Ејми Мадиган       | Миранда „Мама”        |
| Рид Бирни          | Џулијус „Тата”        |
| Глен Хауертон      | Ричард                |
| Тери Вајбл         | Либерти               |
| Џеј Си Макензи     | Пол                   |
| Мејкон Блер        | Оливер                |
| Усман Али          | „Мигрант” Мајк        |